# São Jorge d'Oeste
São Jorge d'Oeste es un municipio brasileño del estado de Paraná. Localizado en la Mesorregión del Sudoeste Paranaense forma parte de la Región de Salto Caxias, de la cual forman parte otros municipios también afectados por el lago de la Central Hidroeléctrica de Salto Caxias. Fue fundada el 23 de noviembre de 1963. Según el censo de 2007, la ciudad tiene 10.320 habitantes.